# Mark Smith (schermidore)
Mark Jeffrey Troy Smith (New York, 17 maggio 1956) è un ex schermidore statunitense.

## Biografia
Ha partecipato ai Giochi della XXIII Olimpiade di Los Angeles nel 1984.

## Palmarès
In carriera ha conseguito i seguenti risultati:
- Giochi Panamericani:

Caracas 1983: argento nel fioretto a squadre.